# سكاثي (قمر)
Skathi أو زحل السابعة والعشرين ، هو قمر لكوكب زحل. الذي اكتشف فيه بريت جلادمان و كافلارس وآخرون. في عام 2000 ، و التعيين مؤقت له S/2000 S 8 Skathi .يبلغ قطره حوالي 6.4 كيلومتر ، ومداره حول زحل على مسافة 15،576 ميغامتر في 725.784 يوم ، في بميل 149 درجة مسير الشمس (150 درجة لزحل خط الاستواء) ، في اتجاه رجعي و الشذوذ المداري له 0.246.
نجد اسم سكادي Skadi في معظم المصادر. هذا هو الاسم الذي كان في الأصل أعلن في عام 2003 ، إلا أن الاتحاد الفلكي الدولي والفريق العامل المعني لتسميات الكواكب (WGPSN) قرر في مطلع عام 2005 لاستخدام الحروف بديلة للهجاء نرويجي ([4]. الإملائي الكلاسيكية Skaði ، مع ذ حرف (تي إتش) ، والنموذج الأصلي Skadi كان رسم تقريبي لذلك. و هو اسم مشتق من الميثولوجيا الإسكندنافية